# گیدو جورجیز
گیدو جورجیز (انگلیسی: Guido Gorges؛ زادهٔ ۸ ژوئن ۱۹۷۳) بازیکن فوتبال اهل آلمان است که در پست مدافع بازی می‌کند.
از باشگاه‌هایی که در آن بازی کرده‌است می‌توان به باشگاه فوتبال هانوفر ۹۶، باشگاه فوتبال گروتر فورث، باشگاه فوتبال مونیخ ۱۸۶۰، باشگاه فوتبال قوت-وایس ارفورت، باشگاه فوتبال وهن ویسبادن، و باشگاه فوتبال آینتراخت برانشوایگ اشاره کرد.